# Beusa Seberang
Beusa Seberang is een bestuurslaag in het regentschap Aceh Timur van de provincie Atjeh, Indonesië. Beusa Seberang telt 2299 inwoners (volkstelling 2010).